# مايلز ماسنجر
مايلز ماسنجر (بالإنجليزية: Miles Messenger)‏ هي طائرة خفيفة أنتجت في 1942 ببريطانيا. من صناعة مايلز للطائرات. كانت تستخدم بشكل أساسي من قبل سلاح الجو الملكي. كان أول طيران لها في 12 سبتمبر 1942. صنع منها 93 طائرة.